# Thomas II de Saluces
Thomas II de Saluces (1304 - Saluces le 15 août 1357, inhumé à Revello), est marquis de Saluces de 1336 à 1357.

## Origine
Thomas II de Saluces est le fils de Frédéric Ier de Saluces et de sa première épouse Marguerite de la Tour du Pin fille de Humbert Ier de Viennois. 

## Un règne difficile
Thomas II de Saluces succède à son père Frédéric Ier en 1336 il hérite également du contentieux de ce dernier avec son demi-frère le prétendant Manfred V de Saluces seigneur de Cardè. Malgré l'accord conclu en 1334  son oncle Manfred V après la mort du vieux Manfred IV de Saluces le 16 septembre 1340 s'allie avec Jacques de Piémont et le roi de Robert Ier de Naples et avec leur troupes ravage le marquisat. Thomas II est pris dans Saluces le 13 avril 1341 la ville est pillée et brûlée le château rasé et 200 habitants massacrés. Thomas II capturé avec deux de ses fils par le prince de Piémont reste captif 13 mois à Pignerol jusqu'en juin 1342. Il ne retrouve sa liberté que contre une rançon de 60 000 florins. et la cession de la ville de Dronero à la commune de Coni. 
Manfred V se fait investir du marquisat de Saluces par Charles IV du Saint-Empire. Après la mort du roi Robert de Naples, Thomas II revendique ses droits et il obtient à son tour l'investiture de l'empereur Charles IV. Manfred V abandonne le pouvoir provisoirement du 27 mars au 13 mai 1344 et enfin définitivement le 6 septembre 1346 après un arbitrage de Luchino Visconti. Thomas II de Saluces afin de s'assurer des alliés avait en effet épousé en 1329 Richarde, la fille de Galéas Ier Visconti de Milan, il établit son testament le 5 août 1357 et meurt peu après.

## Union et postérité
Thomas II de Saluces épouse en 1329 Richarde (Riccarda) Visconti, (1310-1361), fille de Galéas Ier Visconti. Ils ont onze enfants dont :
- Frédéric II de Saluces (1332-1396) ;
- Azzo (mort en 1426), seigneur de Paesana ;
- Eustaschio (mort en 1405), seigneur de Monterosso Grana ;
- Constance de Saluces (1345 - morte entre 1417[1] et 1421)[2], mariée au comte Jean III de Sancerre.